# Anita Matić
Anita Matić Delić (Zagreb, 26. srpnja 1975.), hrvatska je kazališna, televizijska i filmska glumica.

## Filmografija

### Televizijske uloge
- "Sjene prošlosti kao sutkinja (2025.)
- "Metropolitanci" kao Vesna Barić (2022.)
- "Kumovi" kao Marija (2022.)
- "Na granici" kao Barbara Lasić (2019.)
- "Počivali u miru"  (2013.)
- "Nedjeljom ujutro, subotom navečer" kao Tamara (2012.)
- "Larin izbor" kao Branka Topić (2012.)
- "Zakon!" kao Ivana (2009.)
- "Mamutica" kao Elvira Rossi (2009.)
- "Zakon ljubavi" kao Barbara Ivić (2008.)
- "Dobre namjere" kao Šefica (2007. – 2008.)
- "Tužni bogataš" kao Ljerka Tikulin (2008.)
- "Bibin svijet" kao Ramona (2007.)
- "Bitange i princeze" kao plačljiva cura (2005.)
- "Obiteljska stvar" kao Ruža (1998.)

### Filmske uloge
- "Duh babe Ilonke" kao Piroška (2011.)
- "Šuma summarum" kao Zrinka (2010.)
- "Neke druge priče" kao Nataša (2009.)
- "Mrtvi kutovi" kao žena s djetetom (2005.)
- "Panda & Pandora" (2003.)
- "Nit života" kao Marija (2000.)
- "Najmanji čovjek na svijetu" (2000.)
- "Bez kostiju" (2000.)
- "Pet minuta nježnosti" kao Nina (1999.)
- "Sunčana strana subote" (1999.)
- "Agonija" (1998.)
- "Vrlo tužna i tragična priča" (1997.)

### Sinkronizacija
- "Cvrčak i Mravica" kao Antalova mama (2023.)

## Vanjske poveznice
- Anita Matić u internetskoj bazi filmova IMDb-u (engl.)
- Stranica na Kazalište Kerempuh  Arhivirana inačica izvorne stranice od 11. lipnja 2007. (Wayback Machine)